# Blavet
Blavet – rzeka w północno-zachodniej Francji. Wypływa z Bretanii z departamentu Côtes-d’Armor niedaleko miejscowości Bulat-Pestivien. Przepływa przez następujące departamenty i miasta:
- Côtes-d’Armor: Saint-Nicolas-du-Pélem, Gouarec
- Morbihan: Pontivy, Hennebont, Lorient

Uchodzi do Oceanu Atlantyckiego.